# Olympische Sommerspiele 1992/Leichtathletik – 10.000 m (Frauen)

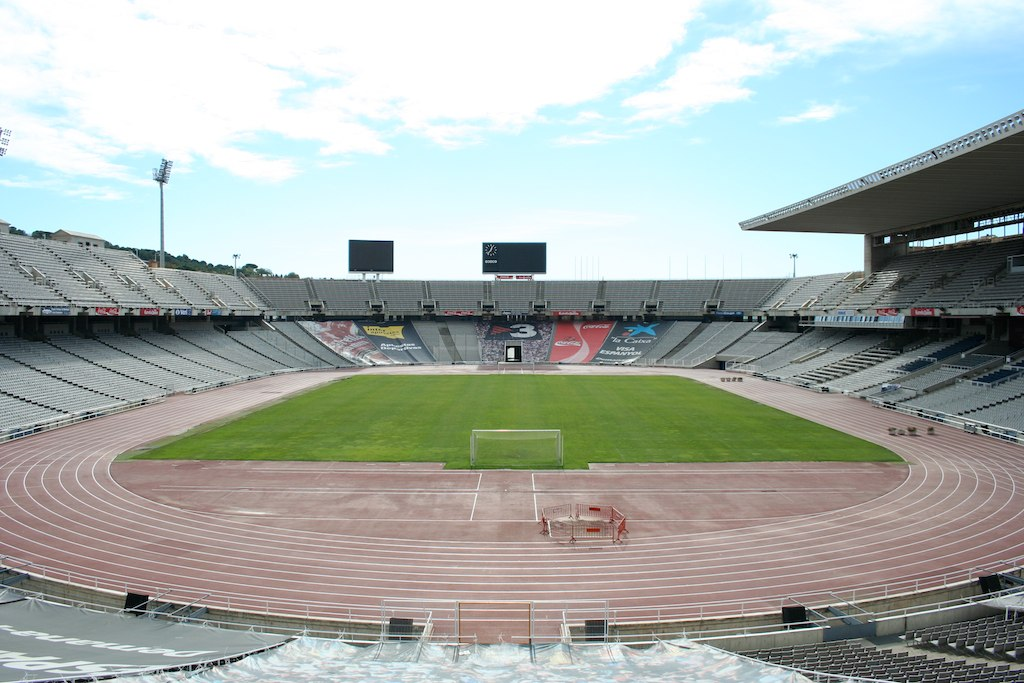
Das Olympiastadion von Barcelona im Jahr 2008

Der 10.000-Meter-Lauf der Frauen bei den Olympischen Spielen 1992 in Barcelona wurde am 1. und 7. August 1992 in zwei Runden im Olympiastadion Barcelona ausgetragen. 48 Athletinnen nahmen teil.
Olympiasiegerin bei dieser zweiten Austragung des Wettbewerbs bei Olympischen Spielen wurde die Äthiopierin Derartu Tulu. Sie gewann vor der Südafrikanerin Elana Meyer und der US-Amerikanerin Lynn Jennings.
Für Deutschland gingen Uta Pippig, Kerstin Preßler und Kathrin Ullrich an den Start. Ullrich konnte ihren Vorlauf nicht beenden, Preßler schied aus. Pippig qualifizierte sich für das Finale und belegte dort Rang sieben.

Athletinnen aus der Schweiz, Österreich und Liechtenstein nahmen nicht teil.

## Aktuelle Titelträgerinnen
| Olympiasiegerin 1988                      | Olga Bondarenko ( Sowjetunion)                | 31:05,21 min                                  | Seoul 1988                                    |
| Weltmeisterin 1991                        | Liz McColgan ( USA)                           | 31:14,31 min                                  | Tokio 1991                                    |
| Europameisterin 1990                      | Jelena Romanowa ( Sowjetunion)                | 31:46,83 min                                  | Split 1990                                    |
| Panamerikanische Meisterin 1991           | María del Carmen Díaz ( Mexiko)               | 34:21,13 min                                  | Havanna 1991                                  |
| Zentralamerika und Karibik-Meisterin 1991 | Paola Carrera ( Mexiko)                       | 35:02,10 min                                  | Xalapa 1991                                   |
| Südamerika-Meisterin 1991                 | Carmem de Oliveira ( Brasilien)               | 33:27,85 min                                  | Manaus 1991                                   |
| Asienmeisterin 1991                       | Zhong Huandi ( Volksrepublik China)           | 33:42,77 min                                  | Kuala Lumpur 1991                             |
| Afrikameisterin 1992                      | Derartu Tulu ( Äthiopien)                     | 31:32,25 min                                  | Belle Vue Maurel 1992                         |
| Ozeanienmeisterin 1990                    | 10.000-m-Lauf nicht im Meisterschaftsprogramm | 10.000-m-Lauf nicht im Meisterschaftsprogramm | 10.000-m-Lauf nicht im Meisterschaftsprogramm |

## Bestehende Rekorde
| Weltrekord         | 30:13,74 min | Ingrid Kristiansen ( Norwegen) | Oslo, Norwegen            | 5. Juli 1986       |
| Olympischer Rekord | 31:05,21 min | Olga Bondarenko ( Sowjetunion) | Finale OS Seoul, Südkorea | 30. September 1988 |

Angesichts der hohen Temperaturen hier in Barcelona war es schwierig, Topzeiten zu laufen. So wurde der bestehende olympische Rekord bei diesen Spielen nicht erreicht. Die äthiopische Olympiasiegerin Derartu Tulu verfehlte den Rekord im schnellsten Rennen, dem Finale, mit ihren 31:06,02 min allerdings nur um 81 Hundertstelsekunden. Zum Weltrekord fehlten ihr 52,28 Sekunden.

## Vorrunde
Datum: 1. August 1992
Die Athletinnen traten zu insgesamt zwei Vorläufen an. Für das Finale qualifizierten sich pro Lauf die ersten acht Sportlerinnen. Darüber hinaus kamen die vier Zeitschnellsten, die sogenannten Lucky Loser, weiter. Die direkt qualifizierten Läuferinnen sind hellblau, die Lucky Loser hellgrün unterlegt.

### Vorlauf 1

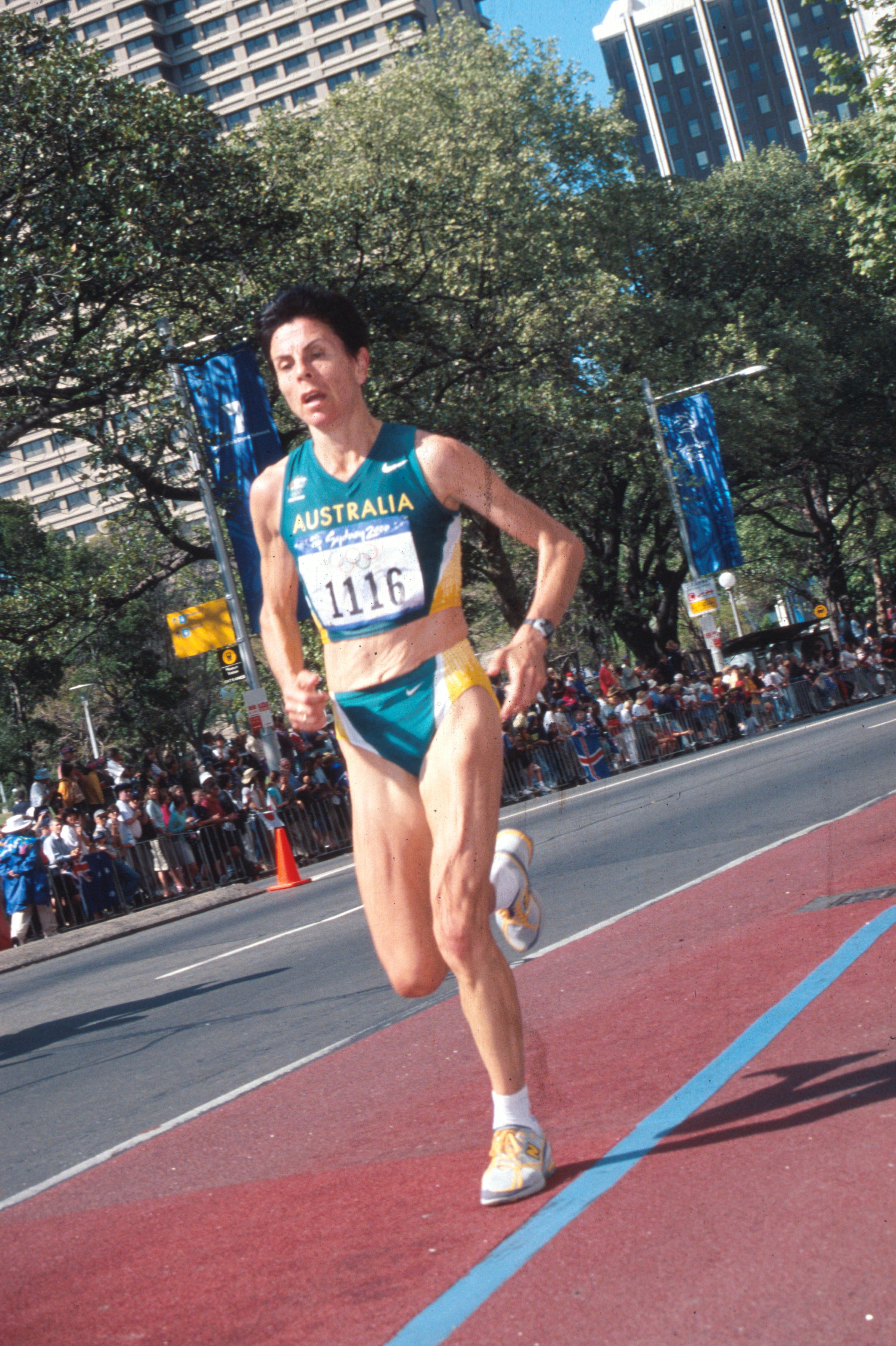
Susan Hobson (hier beim olympischen Marathon 2000) erreichte als Elfte des zweiten Vorlaufs nicht das Finale

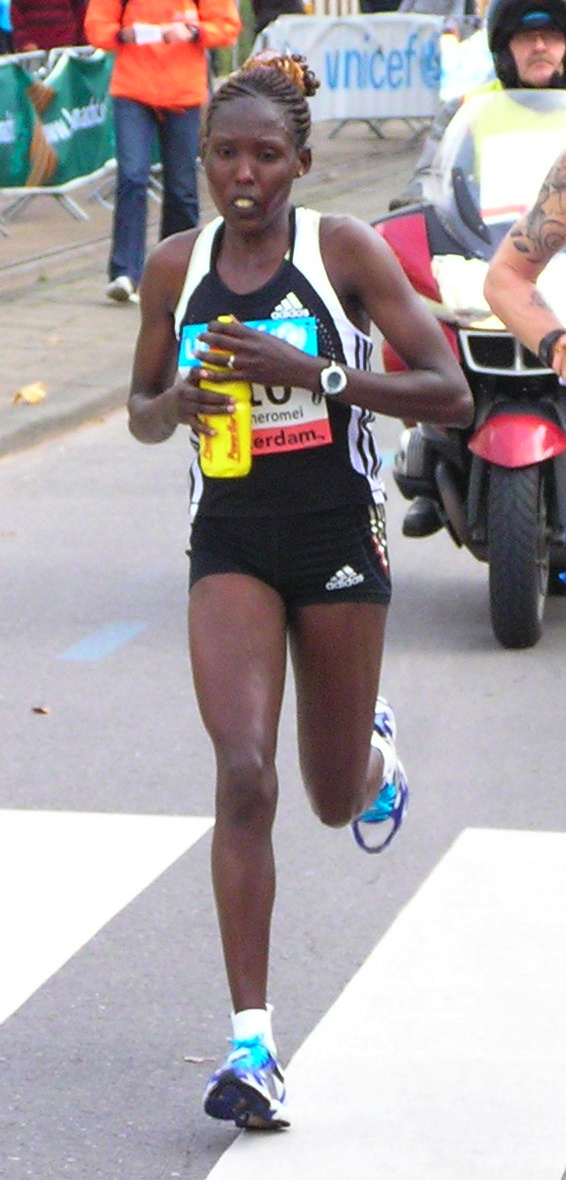
Lydia Cheromei (bei einem Marathonlauf im Jahr 2008) schied als Vierzehnte des zweiten Vorlaufs aus

| Platz | Name                  | Nation                       | Zeit         |
| ----- | --------------------- | ---------------------------- | ------------ |
| 1     | Hellen Kimaiyo        | Kenia                        | 31:58,63 min |
| 2     | Zhong Huandi          | Volksrepublik China          | 32:04,46 min |
| 3     | Liz McColgan          | Großbritannien               | 32:07,25 min |
| 4     | Uta Pippig            | Deutschland                  | 32:07,28 min |
| 5     | Christine Toonstra    | Niederlande                  | 32:07,42 min |
| 6     | Izumi Maki            | Japan                        | 32:07,91 min |
| 7     | Judi St. Hilaire      | USA                          | 32:13,99 min |
| 8     | Tigist Moreda         | Äthiopien                    | 32:14,92 min |
| 9     | Conceição Ferreira    | Portugal                     | 32:15,05 min |
| 10    | Rosanna Munerotto     | Italien                      | 32:17,01 min |
| 11    | Carole Rouillard      | Kanada                       | 32:52,83 min |
| 12    | Marcianne Mukamurenzi | Ruanda                       | 33:00,66 min |
| 13    | Gwynneth Coogan       | USA                          | 33:13,13 min |
| 14    | Rosario Murcia        | Frankreich                   | 33:16,96 min |
| 15    | Dorthe Rasmussen      | Dänemark                     | 33:22,43 min |
| 16    | Ljudmila Matwejewa    | EUN                          | 33:23,02 min |
| 17    | Martha Tenorio        | Ecuador                      | 34:29,03 min |
| 18    | Hiromi Suzuki         | Japan                        | 34:29,64 min |
| 19    | Carmem de Oliveira    | Brasilien                    | 34:48,21 min |
| 20    | Rosemary Turare       | Papua-Neuguinea              | 42:02,79 min |
| DNF   | Olga Bondarenko       | EUN                          |              |
| DNF   | Véronique Collard     | Belgien                      |              |
| DNF   | Anita Klapote         | Lettland                     |              |
| DNF   | Päivi Tikkanen        | Finnland                     |              |
| DNS   | Ana Gutiérrez-Wittman | Amerikanische Jungferninseln |              |

### Vorlauf 2

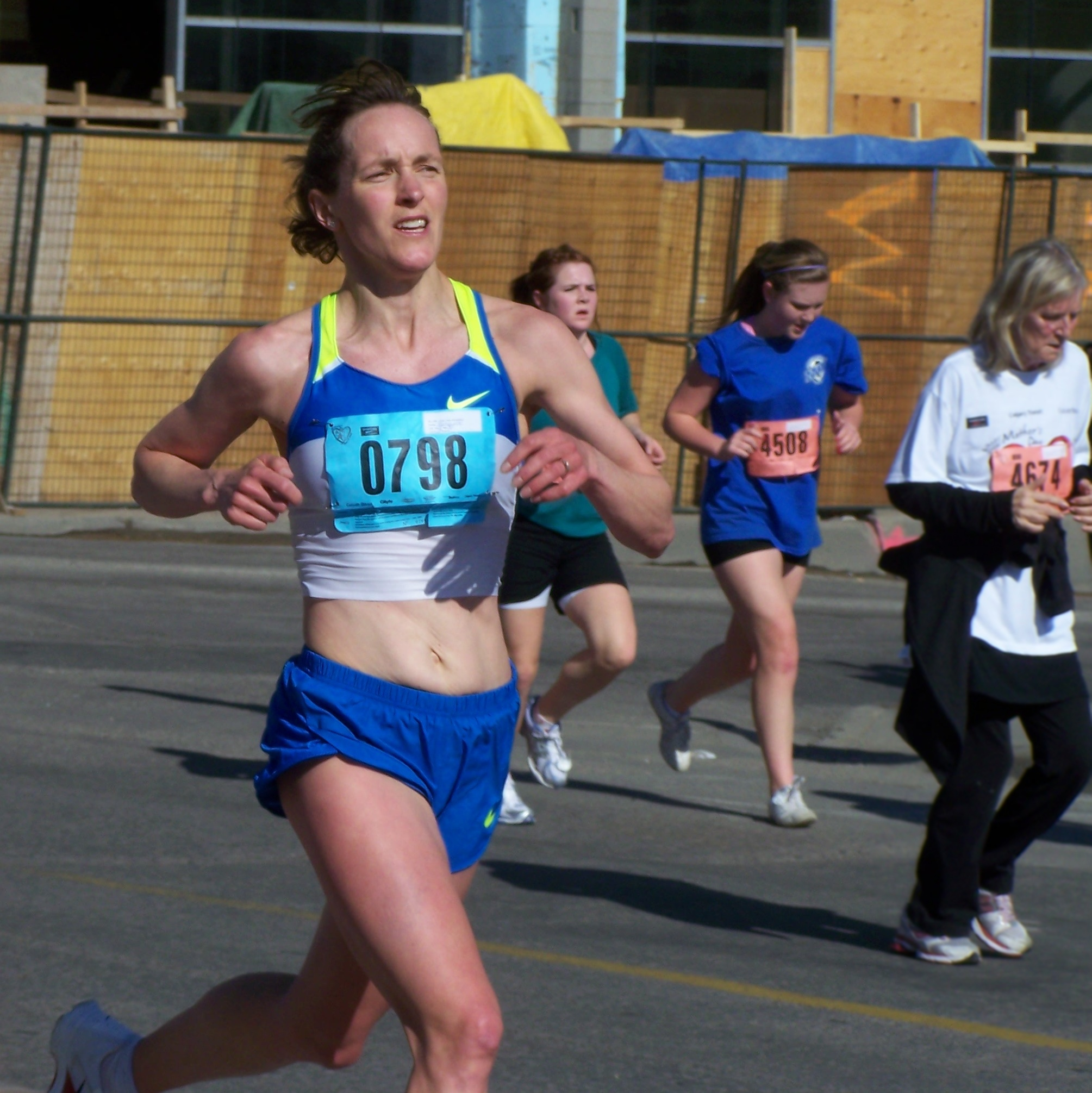
Lisa Harvey (Foto: Marathonlauf im Jahr 2008) – ausgeschieden als Achtzehnte des zweiten Vorlaufs

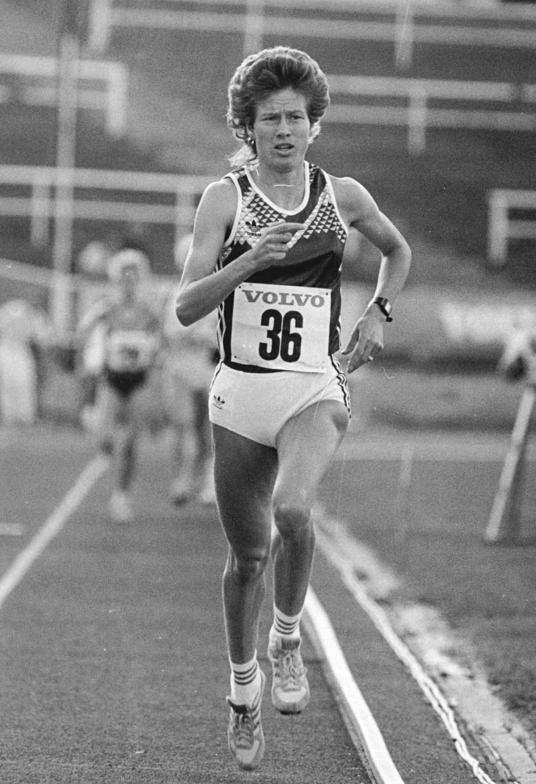
Kathrin Weßel gab ihr Rennen im zweiten Vorlauf auf

| Platz | Name                   | Nation              | Zeit         |
| ----- | ---------------------- | ------------------- | ------------ |
| 1     | Derartu Tulu           | Äthiopien           | 31:55,67 min |
| 2     | Elana Meyer            | Südafrika           | 32:05,45 min |
| 3     | Lynn Jennings          | USA                 | 32:18,06 min |
| 4     | Jill Hunter            | Großbritannien      | 32:18,34 min |
| 5     | Wang Xiuting           | Volksrepublik China | 32:31,91 min |
| 6     | Albertina Dias         | Portugal            | 32:31,95 min |
| 7     | Tegla Loroupe          | Kenia               | 32:34,07 min |
| 8     | Fernanda Marques       | Portugal            | 32:38,16 min |
| 9     | Godelieve Slegers      | Belgien             | 32:40,59 min |
| 10    | Miki Igarashi          | Japan               | 32:45,47 min |
| 11    | Susan Hobson           | Australien          | 32:53,61 min |
| 12    | Annette Sergent-Palluy | Frankreich          | 32:57,29 min |
| 13    | Kerstin Preßler        | Deutschland         | 33:17,88 min |
| 14    | Lydia Cheromei         | Kenia               | 33:34,05 min |
| 15    | Suzana Ćirić           | IOP                 | 33:42,26 min |
| 16    | María Luisa Servín     | Mexiko              | 33:42,74 min |
| 17    | Lesley Morton          | Neuseeland          | 33:51,06 min |
| 18    | Lisa Harvey            | Kanada              | 33:55,93 min |
| 19    | Andrea Avraam          | Zypern              | 34:06,66 min |
| 20    | Griselda González      | Argentinien         | 34:09,42 min |
| 21    | Luchia Yishak          | Äthiopien           | 34:12,16 min |
| 22    | Andrea Wallace         | Großbritannien      | 34:29,47 min |
| DNF   | Kathrin Ullrich        | Deutschland         |              |
| DNF   | Olena Wjasowa          | EUN                 |              |
| DNS   | Sandra Cortez          | Bolivien            |              |

## Finale

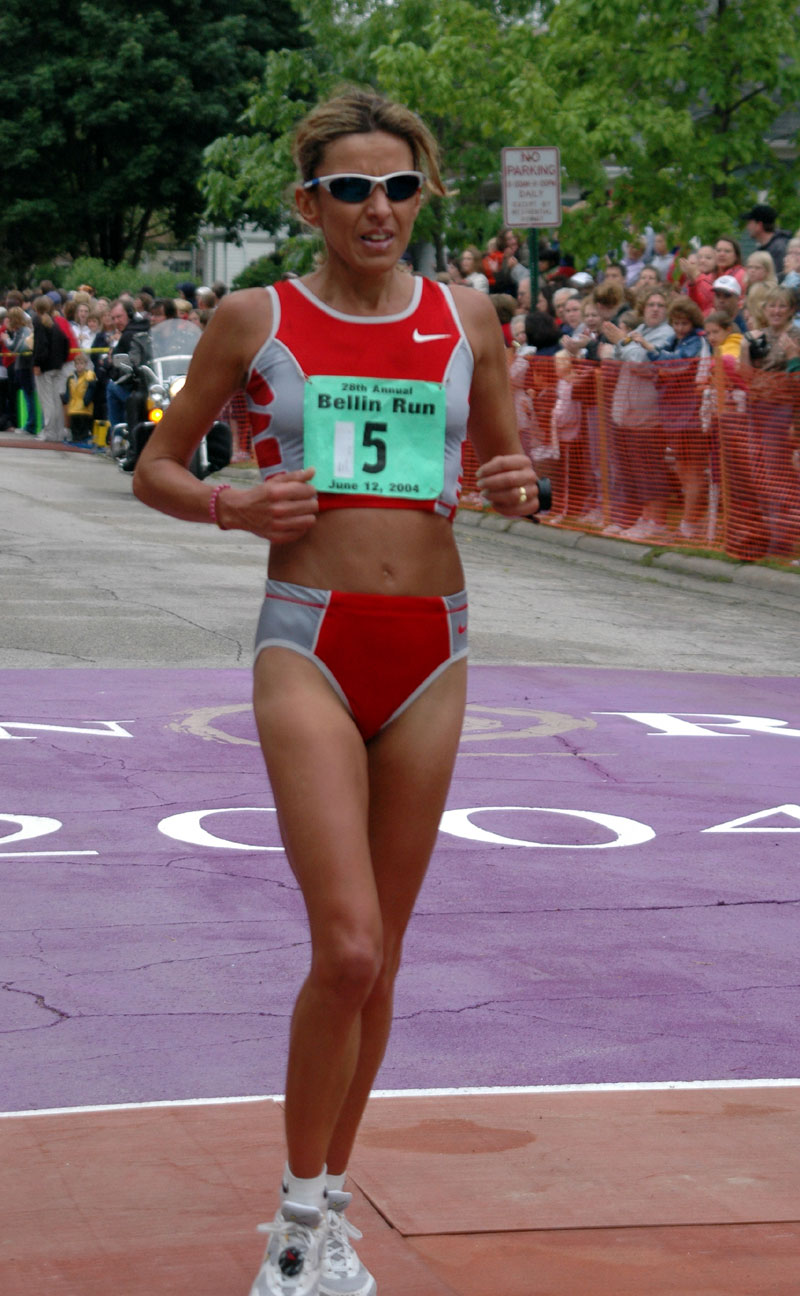
Elana Meyer (während eines Marathonlaufs im Jahr 2010)
errang die Silbermedaille

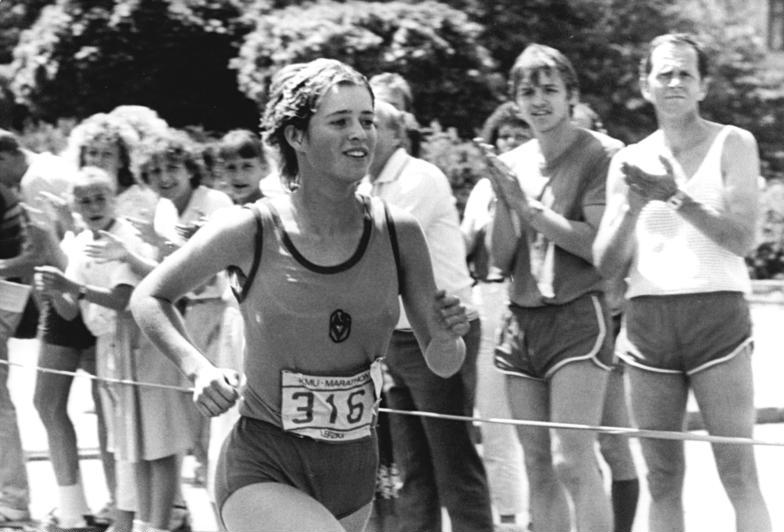
Die siebtplatzierte Uta Pippig
bei einem Straßenlauf im Jahr 1986

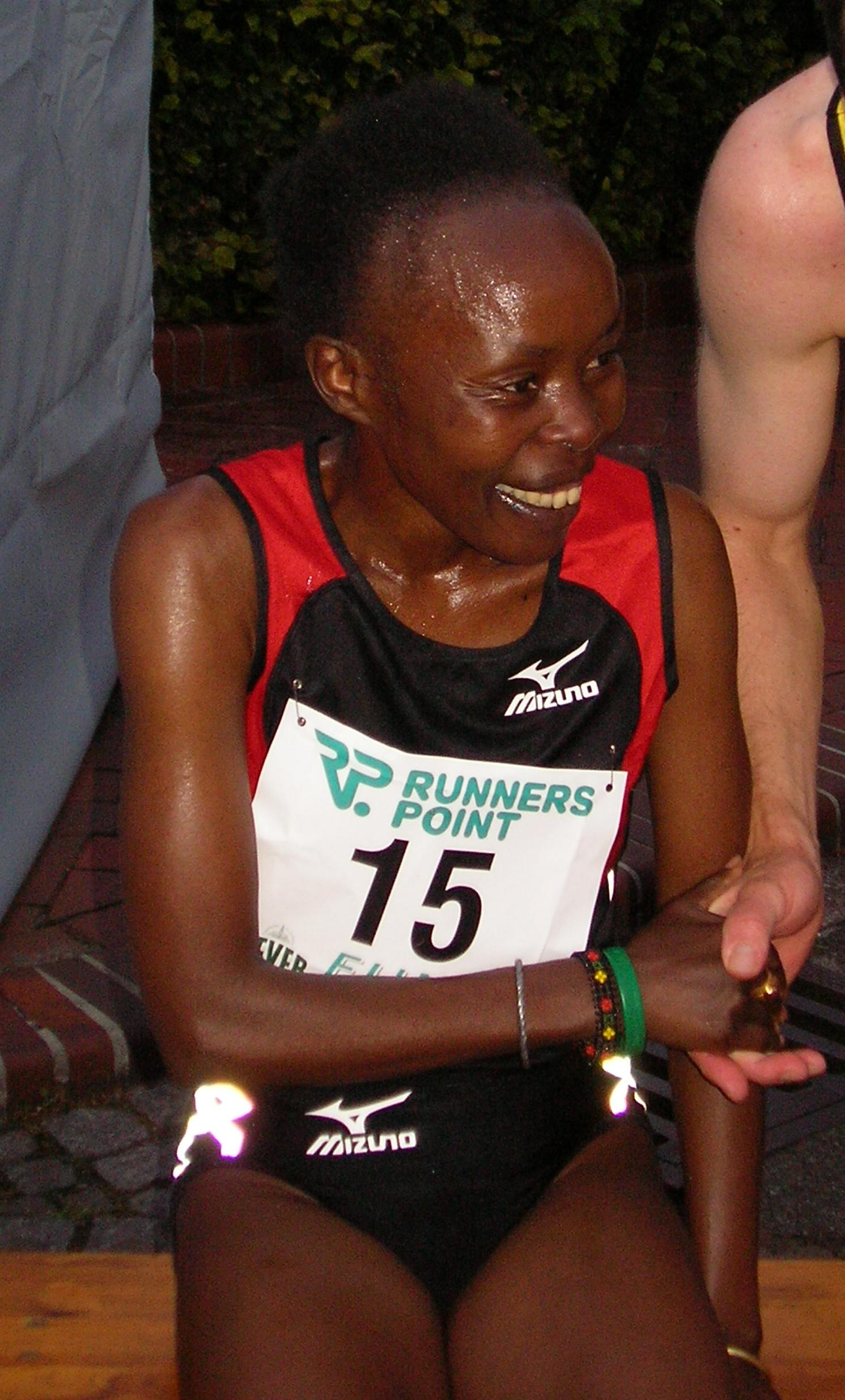
Tegla Loroupe (Foto: 2007) erreichte das Finale
und belegte dort Rang siebzehn

Datum: 7. August 1992, 18:30 Uhr

### Zwischenzeiten
| Zwischenzeiten      | Zwischenzeiten | Zwischenzeiten                                  | Zwischenzeiten |
| Zwischenzeit- Marke | Zwischenzeit   | Führende                                        | 1000-m-Zeit    |
| ------------------- | -------------- | ----------------------------------------------- | -------------- |
| 1000 m              | 3:02,91 min    | Liz McColgan vor dem geschlossenen Feld         | 3:02,91 min    |
| 2000 m              | 6:07,98 min    | Liz McColgan vor dem geschlossenen Feld         | 3:05,07 min    |
| 3000 m              | 9:15,37 min    | Liz McColgan vor dem geschlossenen Feld         | 3:07,39 min    |
| 4000 m              | 12:25,73 min   | Liz McColgan vor dem geschlossenen Feld         | 3:10,36 min    |
| 5000 m              | 15:35,91 min   | Liz McColgan in einer 11-köpfigen Spitzengruppe | 3:10,18 min    |
| 6000 m              | 18:45,60 min   | Liz McColgan in einer Spitzengruppe             | 3:09,69 min    |
| 7000 m              | 21:48,57 min   | Elana Meyer / Derartu Tulu                      | 3:02,97 min    |
| 8000 m              | 24:58,91 min   | Elana Meyer / Derartu Tulu                      | 3:10,34 min    |
| 9000 m              | 28:08,35 min   | Elana Meyer / Derartu Tulu                      | 3:09,44 min    |
| 10.000 m            | 31:06,02 min   | Derartu Tulu                                    | 2:57,67 min    |

### Endresultat
| Platz | Name               | Nation              | Zeit         |
| ----- | ------------------ | ------------------- | ------------ |
| 1     | Derartu Tulu       | Äthiopien           | 31:06,02 min |
| 2     | Elana Meyer        | Südafrika           | 31:11,75 min |
| 3     | Lynn Jennings      | USA                 | 31:19,89 min |
| 4     | Zhong Huandi       | Volksrepublik China | 31:21,08 min |
| 5     | Liz McColgan       | Großbritannien      | 31:26,11 min |
| 6     | Wang Xiuting       | Volksrepublik China | 31:28,06 min |
| 7     | Uta Pippig         | Deutschland         | 31:36,45 min |
| 8     | Judi St. Hilaire   | USA                 | 31:38,04 min |
| 9     | Hellen Kimaiyo     | Kenia               | 31:38,91 min |
| 10    | Jill Hunter        | Großbritannien      | 31:46,49 min |
| 11    | Christine Toonstra | Niederlande         | 31:47,38 min |
| 12    | Izumi Maki         | Japan               | 31:55,06 min |
| 13    | Albertina Dias     | Portugal            | 32:03,93 min |
| 14    | Miki Igarashi      | Japan               | 32,09,58 min |
| 15    | Godelieve Slegers  | Belgien             | 32:14,17 min |
| 16    | Rosanna Munerotto  | Italien             | 32:37,91 min |
| 17    | Tegla Loroupe      | Kenia               | 32:53,09 min |
| 18    | Tigist Moreda      | Äthiopien           | 34:05,56 min |
| DNF   | Conceição Ferreira | Portugal            |              |
| DNF   | Fernanda Marques   | Portugal            |              |

Zwanzig Athletinnen hatten sich für das Finale qualifiziert: drei aus Portugal, jeweils zwei aus Äthiopien, China, Japan, Kenia, den USA und Großbritannien sowie jeweils eine Läuferin aus Belgien, Deutschland, Italien, den Niederlanden und Südafrika.
Zu den Favoritinnen gehörte als amtierende Weltmeisterin und Silbermedaillengewinnerin von 1988 in Seoul zunächst einmal die Britin Liz McColgan. Die russische Europameisterin von 1990 Jelena Romanowa, hier für das Vereinte Team am Start, hatte sich für die 3000 Meter entschieden, die sie auch gewonnen hatte, und war über 10.000 Meter nicht dabei. So gehörten die beiden Chinesinnen Zhong Huandi und Wang Xiuting, die bei den Weltmeisterschaften 1991 die Plätze zwei und drei belegt hatten, zu den weiteren Medaillenanwärterinnen. Auch die Deutsche Kathrin Weßel – bis 1990 für die DDR am Start, die unter ihrem früheren Namen Kathrin Ullrich 1990 Vizeeuropameisterin, 1988 Olympiavierte und 1991 WM-Vierte geworden war, zählte zu den Anwärterinnen auf eine vordere Platzierung. Dies galt ebenso für die US-Amerikanerin Lynn Jennings als WM-Fünfte. Gespannt konnte man sein auf das Abschneiden der starken Afrikanerinnen mit der Äthiopierin Derartu Tulu als Meisterin dieses Kontinents und der Südafrikanerin Elana Meyer. Mit Ausnahme von Weßel, die in ihrem Vorrundenlauf aufgegeben hatte, erreichten alle Favoritinnen diesen 10.000-Meter-Endlauf.
Im Finalrennen versuchte McColgan, sich früh vom Feld abzusetzen. Doch dies gelang ihr nicht. Zur Hälfte des Rennens hatte sich vorne eine Gruppe von elf Läuferinnen gebildet. Nachdem die 6000-Meter-Marke passiert war, ergriff Meyer die Initiative und setzte sich leicht ab. Kurze Zeit später jedoch schloss Tulu wieder auf. Zusammen mit Meyer an der Spitze lief sie weiter mit vor allem angesichts der heißen Temperaturen gutem Tempo, das Feld fiel immer weiter zurück. Zu Beginn der letzten Runde zog Tulu einen langen Spurt an, Meyer konnte nicht mehr mithalten. Derartu Tulu gewann das Rennen mit ca. fünfeinhalb Sekunden Vorsprung vor Elana Meyer. Bronze ging an Lynn Jennings, die die Asienmeisterin Zhong Huandi hinter sich lassen konnte. Liz McColgan kam als Fünfte ins Ziel vor Wang Xiuting und der Deutschen Uta Pippig.
Derartu Tulu gewann als erste Frau eine Medaille für Äthiopien.

Elana Meyer errang die erste Medaille für Südafrika nach der Neuzulassung zu Olympischen Spielen. Seit 1961 war Südafrika auf Grund seiner Apartheidpolitik vom IOC ausgeschlossen gewesen. Erst zu den Spielen von Barcelona durfte wieder eine südafrikanische Delegation anreisen.
Zu einer viel beachteten Geste kam es bei der Ehrenrunde der beiden Erstplatzierten. Sowohl die schwarze Äthiopierin Tulu als auch die weiße Südafrikanerin Meyer hatten sich ihre Flaggen geholt. Meyer und Tulu, die sich zu der Zeit kaum kannten, umarmten sich und liefen teilweise Hand in Hand eine gemeinsame Ehrenrunde.

## Videolinks
- Women's 10,000m Barcelona 92 Olympics, youtube.com, abgerufen am 25. Dezember 2021
- Women's 10000m Final Barcelona Olympics 1992, youtube.com, abgerufen am 17. Februar 2018
- 4091 Olympic Track & Field 1992 Medal Ceremony 10000m Women, youtube.com, abgerufen am 25. Dezember 2021